# Museum van Papierknipkunst
Het Museum van Papierknipkunst is een museum aan de brink van Westerbork. Het werd in de jaren vijftig in Muntendam opgericht door knipkunstenaar Wiecher Lever en in 1965 verhuisd naar Westerbork.
Het museum heeft een vaste opstelling en daarnaast wisselende exposities met papierknipkunst uit binnen- en buitenland. Jaarlijks is er een expositie met een speciaal thema, zoals in 2009 File of in 2015 Zomer. Verder zijn er nog deelthema's zoals in 2015 in het kader van het 70-jarige jubileum van de bevrijding van het Kamp Westerbork.
De oudste knipkunst in het museum is van Jan de Bleyker uit het midden van de 18e eeuw. Ander werk uit een schenking van Museum Martena uit Franeker is van de broers Faber uit de 18e eeuw en van Adam Hotzes de Boer uit de 19e eeuw. Ook zijn er vijf werken uit 1818 te zien over de vier jaargetijden.
Andere kunstenaars van wie werk is te zien, zijn bijvoorbeeld Jantje III, Jan Cupido, Erika Häusler, Joke Kooi, Lida Licht, Evert Root, Maria Snel en de oprichter Wiecher Lever. Lever is in dit genre niet alleen van betekenis geweest als kunstenaar, maar vestigde sinds de Tweede Wereldoorlog ook naam als onderzoeker en historicus naast met name Hil Bottema en Irma Kerp.
In het museum wordt de film Kijk op de knipkunst vertoond die op zowel het verleden als het heden ingaat. Voor alle leeftijden worden workshops gegeven en zijn er boeken en starterspakketten aanwezig om het knippen zelf te leren. Daarnaast worden voor kinderen speciale dagen georganiseerd, zoals op basisscholen en in aanloop naar Sint-Maarten en de Kerstdagen.